# Караноб, Бенуа
Бенуа Караноб (фр. Benoît Caranobe; род. 12 июня 1980, Витри-сюр-Сен) — французский гимнаст, завоевавший бронзовую медаль на Олимпийских играх 2008 года в Пекине. Караноб стал первым французом, завоевавшим медаль в личном многоборье с тех пор, как Марко Торрес завоевал серебро, а Жан Гуно — бронзу на Олимпийских играх 1920 года в Антверпене.

## Биография
Бенуа Караноб родился 12 июня 1980 года в Витри-сюр-Сен. В 2013 году он завершил спортивную карьеру. Караноб является владельцем винного магазина в Нуази-ле-Гран под Парижем, а также работает акробатом в кабаре «Мулен Руж».

### Олимпийские игры 2008 в Пекине
Караноб вышел в финал многоборья на десятом месте, отстав от лидера Ян Вэя на 2,950 очка. В финале многоборья Караноб занял третье место, опередив фаворитов соревнований Хироюки Томиту, Фабиана Хамбюхена и Ян Тхэ Ёна.